# Майн
Майн (нем. Main, лат. Moenus) — река в Германии, правый приток Рейна. Длина реки составляет 524 км, площадь водосборного бассейна — 27 292 км². Майн является самой длинной рекой, протекающей исключительно в Германии.
Река Майн образуется слиянием рек Ротер-Майн (красный Майн) и Вайсер-Майн (белый Майн). Протекает сквозь земли Бавария, Баден-Вюртемберг и Гессен. Высота устья — 82 м над уровнем моря.
Майн течёт в основном по среднегорьям и равнинам. Питание реки преимущественно дождевое. В течение года уровень воды в нижнем течении колеблется на 2—3 м. Среднемноголетний расход воды составляет 170 м³/с.
Майн является судоходным на протяжении 400 км от устья. Соединён Людвигс-каналом с системой реки Альтмюль (приток Дуная).
Долина Майна густо населена. На Майне расположены города: Байройт, Ашаффенбург, Кульмбах, Вюрцбург, Франкфурт-на-Майне, Швайнфурт. Название реки Майн имеет корни в кельтском языке, где её называли Мойн или Могин. В I веке до н. э. римляне латинизировали название реки в Moenus. Своё современное название река получила в середине XIV века.
На северо-западе Баварии вдоль Майна расположен винодельческий регион Франкония, один из 13 в Германии.

## Галерея

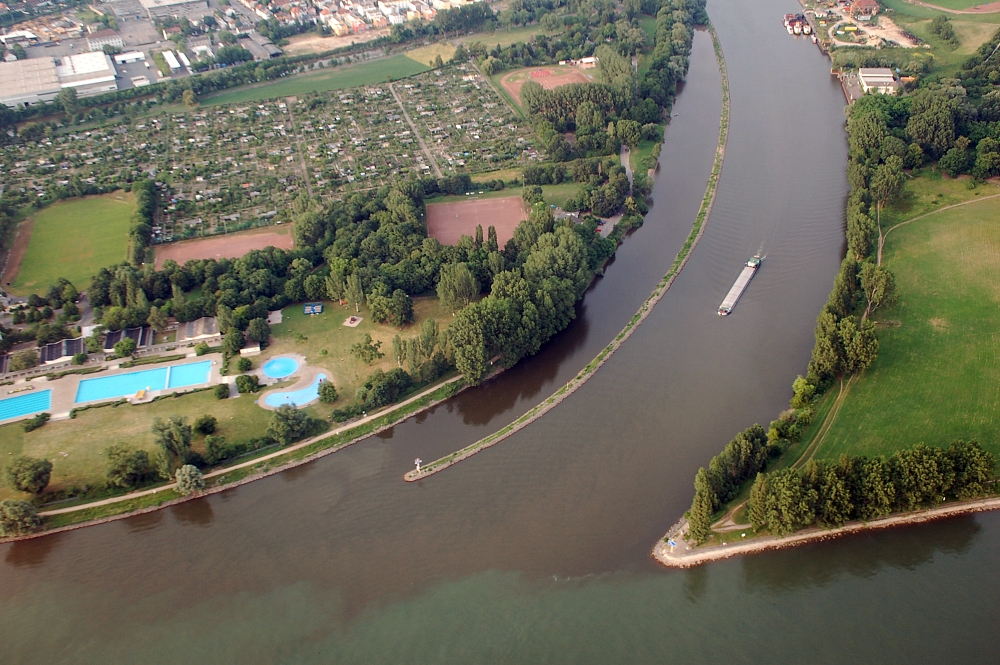
Место впадения в Рейн
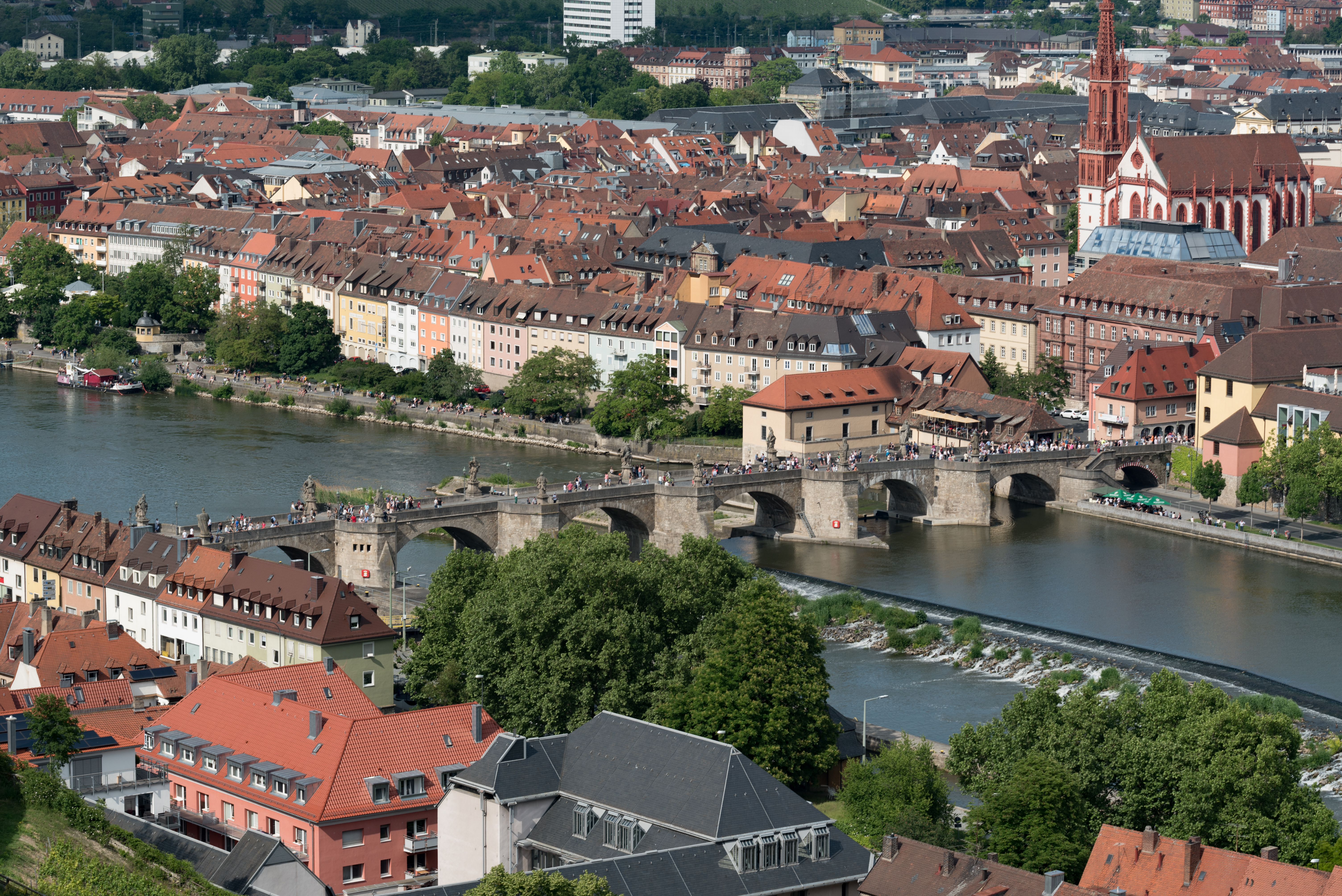
Старый мост через Майн в Вюрцбурге
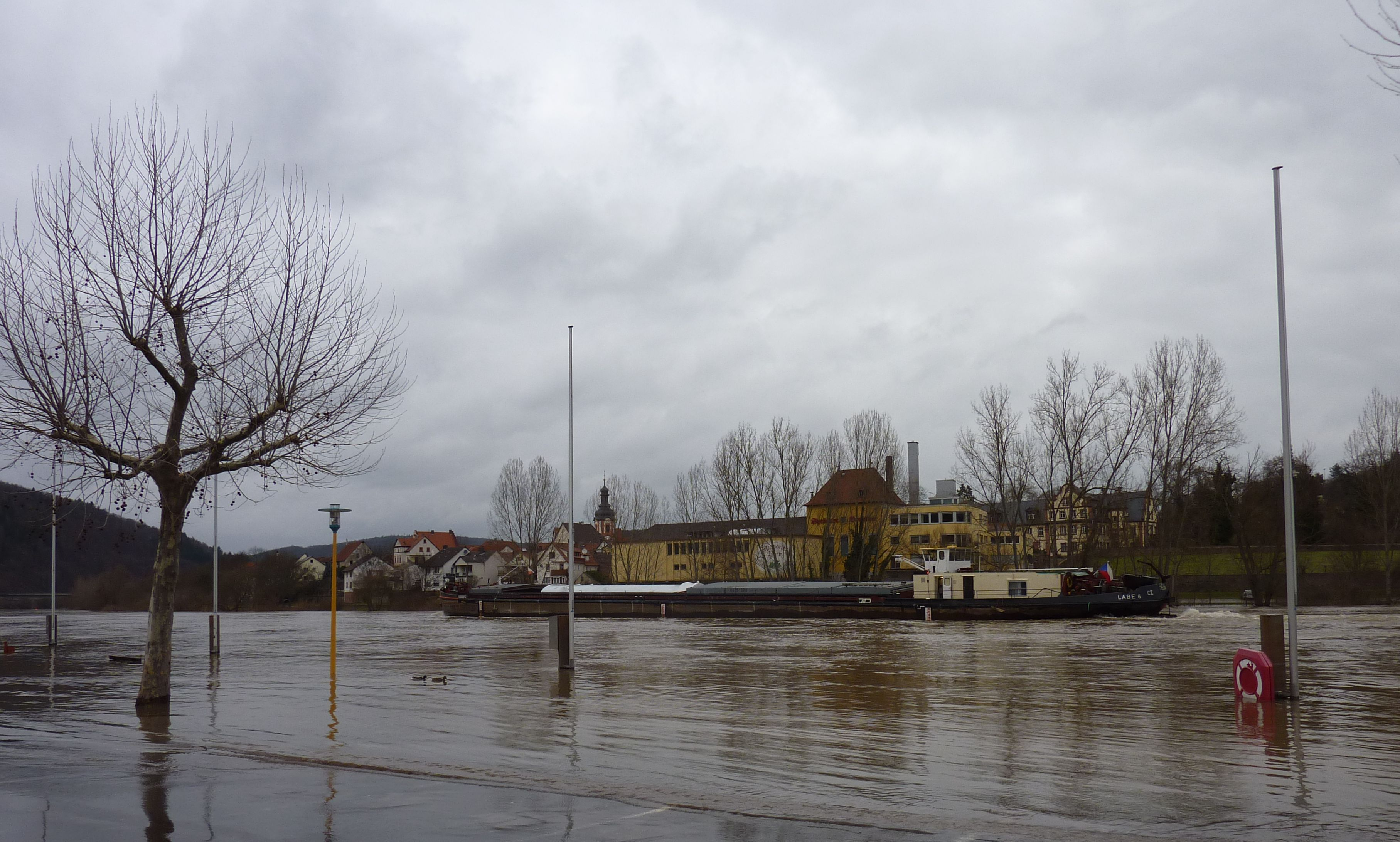
Весеннее наводнение
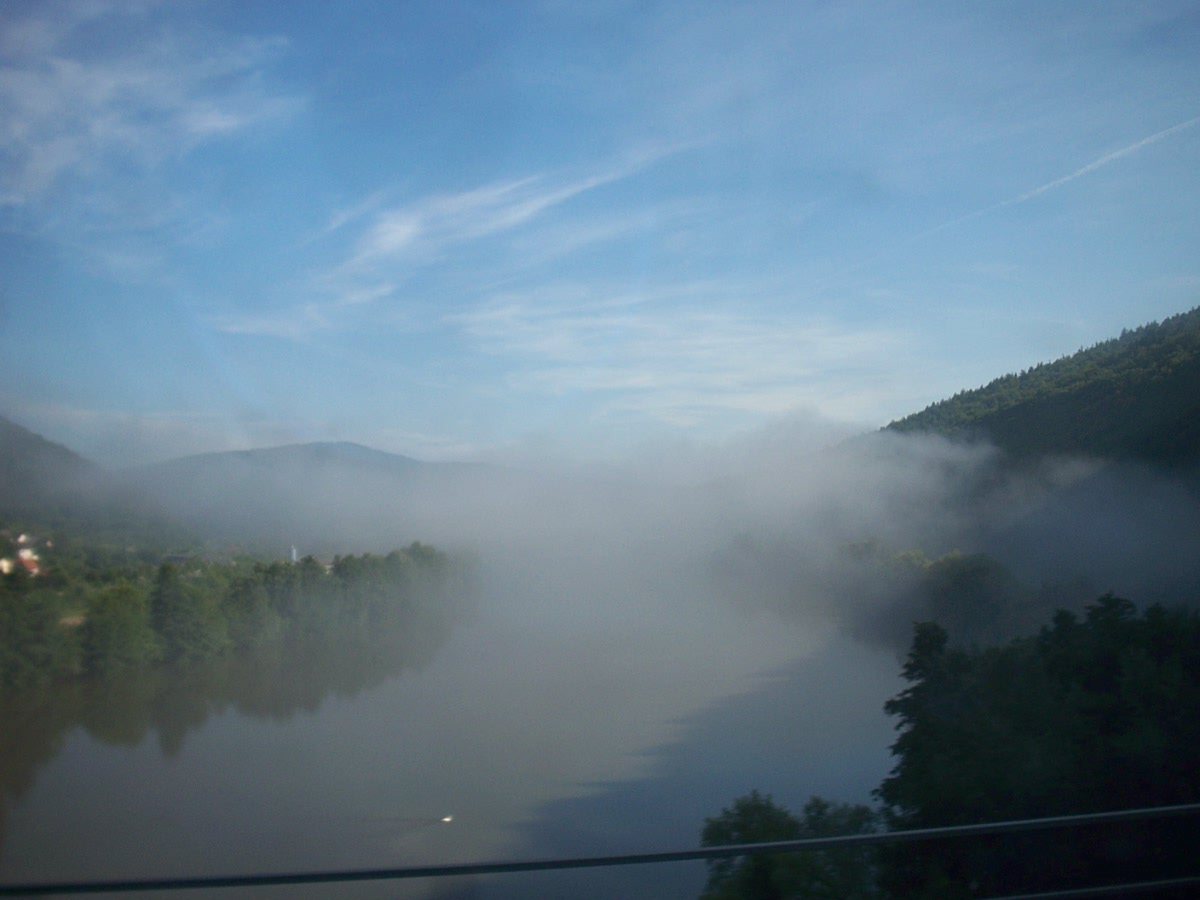
Майн туманным утром